# Marian Pluciński

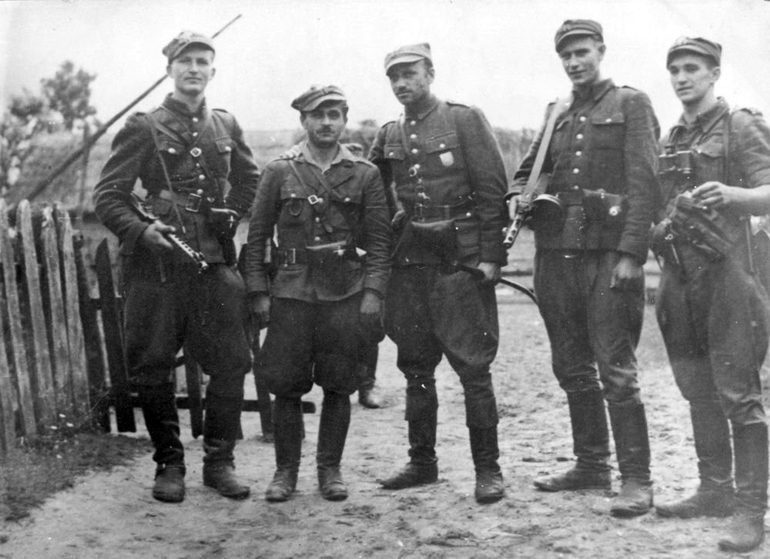
Żołnierze V Wileńskiej Brygady AK. Stoją od lewej: ppor. Henryk Wieliczko „Lufa”, por. Marian Pluciński „Mścisław”, mjr Zygmunt Szendzielarz „Łupaszka”, wachm. Jerzy Lejkowski "Szpagat", por. Zdzisław Badocha „Żelazny”

Marian Pluciński pseud. „Mścisław” (ur. 5 października 1912 w Żarnowcu, stracony 28 czerwca 1946 w Białymstoku) – żołnierz AK, dowódca 4. szwadronu 5 Brygady Wileńskiej AK.

## Życiorys
Uczył się w szkołach średnich w Wadowicach i Wilnie, ukończył szkołę podchorążych broni pancernej, po czym został przydzielony do kompanii baonu pancernego jako plutonowy podchorąży. 
We wrześniu 1939 mianowany podporucznikiem, walczył w kampanii wrześniowej jako żołnierz 33 dywizjonu pancernego. 20 września 1939 wzięty do niewoli niemieckiej po bitwie pod Tomaszowem Lubelskim, zbiegł i wrócił do Wilna. Od października w konspiracji – Wileńskim Okręgu SZP, ZWZ i AK. Podczas okupacji ukończył konspiracyjnie dwa semestry wydziału medycznego USB. 
Początkowo żołnierz 6, następnie 5 Brygady Wileńskiej AK. Od marca 1944 dowódca 3 plutonu 1 kompanii szturmowej 5 Brygady. Uczestnik wielu akcji i walk z Niemcami. Po rozwiązaniu Brygady w lipcu 1944 zgodnie z rozkazem mjr. „Łupaszki” udał się z grupą podkomendnych do Puszczy Augustowskiej. Wkrótce, nie mogąc utrzymać się na tym terenie, wrócił na Wileńszczyznę. VIII-XI 1944 dowódca partyzanckiego oddziału samoobrony działającego na północ od Wilna; w końcu listopada 1944 na rozkaz Komendy Okręgu rozwiązał ten oddział. 
W grudniu 1944 wyjechał do Białegostoku i pracował tam w rozgłośni radiowej. Nawiązał kontakt z mjr. „Łupaszką” i w kwietniu 1945 dołączył do odtworzonej 5 Brygady Wileńskiej AK jako dowódca 4 szwadronu. Pełnił tę funkcję do demobilizacji Brygady we wrześniu 1945, utrzymując nadal kontakt organizacyjny z mjr „Łupaszką”. 26 czerwca na czele 4 szwadronu brał udział w akcji na osadę Strabla nad Narwią. Zimą 1945/1946 brał udział w odprawach kadry 5 Brygady, w marcu 1946 wyjechał w okolice Wysokiego Mazowieckiego w celu zmobilizowania zamelinowanych tam żołnierzy 4 szwadronu. 21 kwietnia 1946 w wyniku donosu został aresztowany, 25 czerwca 1946 skazany przez Wojskowy Sąd Rejonowy w Białymstoku na karę śmierci i 3 dni później stracony.
Znał języki niemiecki, angielski, łacinę i grekę. Był odznaczony Krzyżem Walecznych (1945). 9 listopada 2007 pośmiertnie odznaczony przez Prezydenta RP Lecha Kaczyńskiego Krzyżem Komandorskim z Gwiazdą Orderu Odrodzenia Polski.